# Пейн-Бест, Сигизмунд
Сигизмунд Пэйн-Бест (англ. Sigismund Payne-Best; 1885, Челтнем — 1978, Калн, Англия) — сотрудник британской секретной службы МИ-6, капитан.
В годы Второй мировой войны возглавлял секцию «Зет» — одно из подразделений МИ-6 в Нидерландах. 9 ноября 1939 года вместе с майором Ричардом Стивенсом захвачен агентами гестапо во главе с Вальтером Шелленбергом и Альфредом Науйоксом в местечке Венло на германо-голландской границе, а бывший с ними лейтенант голландской армии Дирк Клоп был смертельно ранен.
Во время допросов в Берлине отказался дать сведения о деятельности британской разведки. Этому противоречит заявление бывшего следователя гестапо Герхарда Каплера, сделанное им в 1969 году писателю Гюнтеру Пайсу. Каплер утверждал, что британские разведчики выдали всю известную им информацию ещё на первых допросах без применения к ним специальных средств. Обвинен гестапо в подготовке покушения на Адольфа Гитлера в пивной «Бюргербройкеллер», совершенного Георгом Эльзером. По окончании следствия заключен в концлагерь Заксенхаузен, а затем содержался в концентрационном лагере Дахау. Во время своего тюремного заключения вступил в контакт с рядом известных деятелей, в том числе не только с Георгом Эльстером, но и с известным теологом Дитрихом Бонхёффером, чье последнее сообщение позднее передал его другу епископу Джорджу Беллу.
В конце апреля 1945 года вместе с около 140 другими известными пленниками был освобожден частями 5-й американской армии. Скончался в Великобритании в 1978 году.